# Amaia Lanbarri
Amaia Lanbarri Izagirre (Arrigorriaga, 11 de febrero de 1792) es una exfutbolista española.
Formada en el CD Ugao, pasó a engrosar las filas de la cantera del Athletic Club Neskak femenino, antes de dar el salto al primer equipo en la Superliga en el año 2007. Posteriormente volvió al segundo equipo y en la temporada 2008-09 recuperó titularidad en el primer equipo. Su debut en la Superliga con el Athletic fue el 1 de junio de 2008, en el partido Rayo Vallecano 3 - Athletic Club Neskak 2.

## Clubes
| Club                 | País   | Año         |
| -------------------- | ------ | ----------- |
| CD Ugao              | España | 2006 - 2007 |
| Bilbao Athletic      | España | 2007 - 2008 |
| Athletic Club Neskak | España | 2007 - 2008 |
| Bilbao Athletic      | España | 2008 - 2009 |
| Athletic Club Neskak | España | 2008 - 2009 |
| Bilbao Athletic      | España | 2009 - 2010 |
| Athletic Club Neskak | España | 2009 - 2010 |

## Selección nacional
En su única participación con la selección española femenina sub-17, Amaia Lanbarri ha sido una de las jugadoras más importantes durante el Campeonato Europeo de dicha categoría en la que la "rojilla" se proclamó subcampeona por el resultado de 0-7 a favor de Alemania en el partido de la final celebrada el 25 de junio de 2009 en Nyon (Suiza). Amaia ha sido titular en 7 de los 8 partidos que duró la eliminatoria, marcando 3 goles.